# Халтурин, Иван Игнатьевич
Иван Игнатьевич Халтурин (3 [16] апреля 1902 или 16 апреля 1902, Яранский уезд, Вятская губерния — 14 ноября 1969, Москва) — советский литературный редактор, журналист, библиограф, историк детской литературы.

## Биография
И. И. Халтурин родился в 1902 году в крестьянской семье, учился в церковно-приходском училище и мужской гимназии в Яранске. Осенью 1917 года начал учиться в 5 классе гимназии, ставшей Советской Трудовой школой второй ступени, но весной 1918 года его исключили за непосещение уроков Закона Божьего.
Осенью 1918 года вступил в ряды Социалистического Союза рабочей молодежи, впервые поехал в Москву на Всероссийский съезд комсомола. Был сначала членом, затем — председателем Яранского уездного комитета комсомола, заведующим уездной школы политграмоты.
В своей автобиографии он пишет: «После Октябрьской революции с головой ушел в культурно-просветительскую работу». Это главное направление деятельности Халтурина в то время. В 16 лет он уже был библиотекарем в гимназической, затем сельской и детской библиотеке. В начале 1919 года стал заведующим справочным отделом Яранской центральной библиотеки.
Пополнялась библиотека путем «натурального обмена»: в Петрограде был голод, и Иван отправлял туда муку, крупу, замороженных гусей, а в ответ получал посылки — общеобразовательную и учебную литературу, труды по истории, политэкономии, социальным движениям. Он организовывал передвижные библиотеки, концерты и митинги с посадкой деревьев в городском саду Яранска, и даже тур по уездным деревням с оркестром и кинематографом в поддержку Интернационала молодежи.
С августа 1920 года И. И. Халтурин был переведен в Вятку, где заведовал политпросветотделом Вятского губкома комсомола. Здесь он начал заниматься журналистикой: стал одним из редакторов комсомольского журнала «Зарево», вел молодёжную страничку в газете «Вятская правда», заведовал юношеским отделом губернского издательства. Был начальником экскурсии из сорока человек, отправленных из Вятки в Петроград на празднование трехлетия революции.
В 1922 году Ивана Халтурина послали учиться в Петроград в Коммунистический университет имени Зиновьева, где он прошёл годичный курс журналистики. Осенью 1923 года был мобилизован в армию (в армии тоже успел побыть библиотекарем — в библиотеке политотдела Новгородской дивизии).
В 1924 году Халтурин вернулся в Ленинград. Был заместителем главного редактора первой пионерской газеты «Ленинские искры» — занимался организацией пионерского движения, придумывал формат газеты. Руководил работой деткоров (детей-корреспондентов) по всему Ленинграду, был вожатым отряда в детском доме, членом редколлегии и активным автором журналов «Новый Робинзон», «Ёж», «Чиж» и «Красный галстук», сотрудничал с газетой «Смена». Работа занимала все время — учёбу пришлось бросить.
В 1925 году Халтурин автоматически выбыл из партийной организации университета, так как не посещал партсобрания. Его сын Виталий пишет о разочаровании отца в идеалах революции в конце 1920-х: «Постепенно свобода улетучивается и в стране, и в редакции. <…> Халтурин все сильнее чувствует, что его призвание — не руководство пионердвижением, а настоящая литература. И летом 1928 года он всё бросает и стремительно уезжает в Москву, навсегда порывая с революционной романтикой. "…Мое комсомольско-пионерское прошлое мне противно", — напишет он в 1930 году вятскому другу. Отныне героями его очерков и статей становятся путешественники, художники, писатели и, прежде всего, сами хорошие книги».
В 1928 году Халтурин стал редактором детской литературы в московском издательстве «Молодая гвардия». Затем в разное время был заместителем главного редактора в журналах «Пионер», «Мурзилка» и «Дружные ребята», редактором детского радиовещания, консультантом по детской литературе в Союзе писателей. Работал в «Детгизе», писал статьи в журналах «Вокруг Света», «Детская литература», «Литературное обозрение», в газетах «Пионерская правда», «Литературная газета» и др..
Многие писатели и художники, с которыми он сотрудничал, стали друзьями Ивана Халтурина на всю жизнь. Это его ленинградские литературные учителя С. Маршак и К. Чуковский, редакторы Т. Габбе и Л. Чуковская, писатели В. Бианки, Б. Житков, Н. Олейников, Л. Пантелеев, Д. Хармс, Е. Шварц, А. Введенский. После переезда в Москву его друзьями становятся писатели А. Гайдар, Р. Фраерман, К. Паустовский, М. Лоскутов, С. Григорьев, М. Пришвин, В. Шкловский, Л. Кассиль, Ю. Олеша, Л. Разгон, гроссмейстер Давид Бронштейн. В конце 1920-х — 1930-е годы Иван Халтурин входил в неформальное объединение писателей «Конотоп». В квартире Рувима Фраермана на Большой Дмитровке собирались А. Гайдар, К. Паустовский, А. Платонов, В. Гроссман и другие писатели, учёные и артисты.
Когда началась война, Иван Халтурин вместе со своими соседями Борисом Пастернаком, Всеволодом Ивановым и другими дежурил на крыше писательского дома в Лаврушинском переулке во время ночных бомбежек и был начальником домовой пожарной охраны. В сентябре 1941 года Халтурин был мобилизован в армию рядовым, в 1942 году ранен в бою под Воронежем. Благодаря ходатайству С. Я. Маршака, Ивана Халтурина перевели в Москву, осенью 1942 года он вернулся в редакцию журналов «Дружные ребята» и «Мурзилка». В том же году выпустил для детей сборник стихов русских поэтов «Отечественная война 1812 года».
Постановление ЦК ВКП(б) «О журналах „Звезда“ и „Ленинград“» 1946 года стало ударом для всей литературы, в том числе под огонь критики попал журнал «Мурзилка». Редакцию расформировали, Ивана Халтурина уволили с работы. В 1949 году он снова попал под партобстрел вместе с «космополитами» и «формалистами». Больше он уже никогда не служил в качестве штатного сотрудника.
Помимо публикаций в детских и взрослых газетах и журналах главная литературная работа Халтурина — это работа редактора и составителя книг для детского чтения. Он обработал для детей произведения русских писателей XIX века и народные сказки, составил и отредактировал сборники «Кубок», «Ясная Поляна», «Жар-птица», «Старик годовик», «Лукоморье» и др. Некоторые сборники, составленные Халтуриным, переиздаются и сейчас. Он нашёл и подготовил к печати забытые сказки Одоевского и Погорельского. По просьбе автора сделал переложение для детей книг «По Уссурийскому краю» и «Дерсу Узала» известного путешественника и исследователя Дальнего Востока В. К. Арсеньева. Эта книга в редакции для детей вышла в 1932 году, много раз переиздана, переведена на несколько языков, получила высокую оценку критиков и коллег-литераторов. В 1949 году Халтурин обработал для детей рассказы Арсеньева «Встречи в тайге». Эта книга также выдержала множество изданий, была переведена на языки народов СССР.
Иван Игнатьевич Халтурин умер 14 ноября 1969 года в Москве и похоронен на Яундубултском кладбище в Латвии рядом с младшим сыном Володей, который трагически погиб в 1955 году в Юрмале.
Историк литературы Софья Богатырёва писала об Иване Халтурине: «Вклад его в современную литературу при всей своей значимости растворился в десятках чужих сочинений, пророс идеями, развитыми кем-то другим, обернулся стройностью чьих-то статей и гармоничностью книг, на обложках которых нет его имени. То, что было сделано им, нельзя собрать, как растекшуюся ртуть, но и весомость сделанного подобна тяжести ртути. Никому не пришло бы в голову при его жизни спрашивать, кто он такой, — все, кто имел касательство к литературе, и так его знали, любили или побаивались, но неизменно ценили его слово».
В дар Кировской областной научной библиотеке была передана книжная коллекция И. И. Халтурина. Это 296 книг и журналов — детская, художественная и научная литература. Дарственные надписи оставлены на книгах известными писателями, поэтами, литературоведами, критиками, учеными и художниками. Часть коллекции подарена Иваном Халтуриным в 1963 году к 125-летию Кировской библиотеки, остальные книги и журналы прислала его жена Вера Смирнова в 1973 году.
Ещё пятнадцатилетним гимназистом Иван Халтурин начал собирать исторические документы — фотографии, письма, справки, брошюры, удостоверения, почтовые открытки, конверты и многое другое. Также он хранил картины и рисунки, подаренные ему друзьями-художниками, семейную и литературную переписку, в том числе, письма и записки от Хармса, Олейникова, Гайдара, Горького, Житкова, Арсеньева и других литературных деятелей. Благодаря Ивану Халтурину и его жене В. В. Смирновой сохранилось заявление Марины Цветаевой с просьбой принять на работу судомойкой, написанное ею незадолго до смерти. Часть архива Ивана Халтурина оказалась в РГАЛИ в фонде В. В. Смирновой, некоторые документы были переданы наследниками музеям и историкам литературы. Остальное — около 2000 документов — хранится у вдовы В. И. Халтурина Татьяны Глебовны Раутиан, которая в 2008—2016 гг. разобрала и каталогизировала архив Ивана Халтурина.

## Семья
- Первая жена — Лия Пейсаховна Пекуровская (1895—1972), уроженка Мозыря Минской губернии[19], выпускница Педагогического института имени А. И. Герцена, секретарь редакции журнала «Коммунистка».
  - Сын — Виталий Иванович Халтурин (1927—2007), геофизик, сейсмолог.
- Вторая жена — Вера Васильевна Смирнова (1898—1977), детская писательница.
  - Сын Владимир (1935—1955).

## Труды

### Книги для детского чтения
1. Арсеньев В. К. Дерсу Узала: [Повесть об экспедициях в Уссурийск. край в 1902 и 1906 гг.] / В обработке и под ред. И.Халтурина; Рисунки и обложка Л. Бруни. — М.: Мол. гвардия, 1932. — 347 с.
  - Переиздания: М.: Детгиз, 1934; М.: Детгиз, 1935; М.: Детиздат, 1935; М.-Л.: Детиздат, 1937; М.-Л.: Детиздат, 1944 [предисл. И.Халтурина] ; Вологда: Обл.кн.ред., 1954 [предисл. И.Халтурина]; Владивосток: Примор.кн.изд-во, 1955.
  - Переводы: Arsenief B. K., Ntersu Uzala / Che epeksergasia ke ipo ti sintaksi tu I. Chalturin. Metafrastes I. Tomof, A. Rotof. — Rostob-Nton: Komunistis, 1935 [на греч. яз.]; Arsenyev Vladimir. Dersu Uzala. — Μ.: Foreign languages publ. house, [1957]. (Soviet literature for young people). [на англ. яз.].
2. Отечественная война 1812 года: Сб. стихотворений рус. поэтов / Сост. и автор вступ. ст. И.Халтурин. Рис. А.Ермолаева. — М.- Л.: Детгиз, 1942. — 60 с.
3. Толстой А. Н. Жар-птица: Сказки / Сост. И.Халтурин.- М.-Л.: Изд-во и ф-ка дет. книги Детгиза в М., 1947. — 48 с.
4. Жар-птица: Сб. сказок рус. писателей / Сост. И.Халтурин.- М.-Л.: Изд-во и ф-ка дет. книги Детгиза в М., 1948. — 232 с.
  - Переиздание: Владивосток : Примор. кн. изд-во, 1961.
  - Переводы: Dankovo srdce: Sborník rozprávok rus. spisovateľov / Prel. Tatiana Mihalová. — Bratislava : Obroda, 1950. [на словацком яз.].
5. Арсеньев В. К. Встречи в тайге: Рассказы / Собрал и обработал для детей И.Халтурин. Предисловие И.Халтурина. — М.-Л.: Изд-во и ф-ка дет. книги Детгиза в М., 1949. — 164 с.
  - Переиздания: М.- Л.: Изд-во и ф-ка дет. книги Детгиза в М., 1950; Чита: Чит. обл. гос. изд-во, 1951; Йошкар-Ола : Марийское кн. изд-во, 1955; М.: Детгиз, 1956; М.: Детгиз, 1963; Куйбышев : Кн. изд-во, 1966; М.: Детгиз, 1970; Хабаровск : Кн. изд-во, 1981; Новосибирск : Зап.-Сиб. кн. изд-во, 1982; [Детская аудиокнига. Звукореж. Алеся Батанцева; читает Станислав Федосов] М.: Студия книгозаписи Ардис, 2015; М.: Издательство АСТ, 2022.
  - Переводы: М.-Л.: Учпедгиз, 1953 [на нанайском яз.]; М.-Л.: Учпедгиз, 1953 [парал. текст на чукот. и рус. яз]; Л.: Учпедгиз. Ленингр. отд-ние, 1954 [парал. текст на эвенс. и рус. яз.]; Л.: Учпедгиз. Ленингр. отд., 1954 [на языке манси]; Ижевск: Удмурт. кн. изд., 1954 [на удмуртском яз.]; Київ; Ужгород: Радянська школа, 1954 [на венгерск. яз.]; Bucureşti : Ed. tineretului, 1954 [на румын. яз.]; Л.: Учпедгиз. Ленингр. отд-ние, 1955 [парал. текст на эвенк. и рус. яз.]; Йошкар-Ола : Кн. лукшо марий изд., 1955 [на марийском яз.].
6. Лукоморье: Сказки рус. писателей / Сост. Т.Габбе и И.Халтурин. — М.-Л.: Детгиз, 1952. — 408 с.
  - Переиздание: М.: Детгиз, 1960.
7. Басни: Сборник / Сост. И.Халтурин; Рис. А.Лаптева. — М.: Детгиз, 1955. — 64 с.
  - Переиздание: М.: Детгиз, 1958. — 64 с.
8. Из жизни животных: Рассказы русских писателей / [Сост. и подгот. тексты И.Халтурин]. — М.: Детгиз, 1955. — 112 с.
  - Переиздание: М.: Дет. лит., 1968.
9. Кубок: Баллады, сказания, легенды / Сост. и автор вступ. ст. И.Халтурин. — М.: Детгиз, 1958. — 224 с.
  - Переиздания: М.: Дет. лит., 1970; М.: Дет. лит., 1975; М.: Дет. лит., 1990.
10. Григорьев С. Т. Морской узелок : Рассказы о былом / Сост., ред. и автор вступ. статьи И.Халтурин. — М.: Детгиз, 1959. — 304 с.
  - Переиздания: М.: Дет. лит., 1969, М.: Дет. лит., 1976, М.: Дет. лит., 1985.
11. Даль В. И. Старик годовик: Сказки, загадки, пословицы, игры / Сост. и автор предисл. И.Халтурин; Рис. В.Конашевича. — М.: Детгиз, 1959. — 83 с.
  - Переиздания: М.: Детгиз, 1961; Тбилиси: Накадули, 1963; М.: Дет. лит., 1966; М.: Дет. лит., 1970; М.: Дет. лит., 1976; М.: Дет. лит., 1979; М.: Дет. лит., 1984; М.: Дет. лит., 1985; М.: Дет. лит., 1987; Петрозаводск: Карелия, 1990; Киев, 1990; М.: Дрофа, 2003; М.: Мелик-Пашаев, 2011; М.: Эксмо, 2015; М.: Мелик-Пашаев, 2018; М.: НИГМА, 2021; М.: АСТ, Малыш, 2022.
12. Толстой Л. Н. Ясная Поляна: Рассказы из «Азбуки», сказки, басни, пословицы, загадки / Сост. И.Халтурин; Рис. А.Пахомова и В.Курдова. — М.: Детгиз, 1960. — 119 с.
  - Переиздания: М.: Дет. лит., 1965; М.: Дет. лит., 1988.
13. Лукоморье: Сказки рус. писателей / Сост. и авт. вступ. статьи И.Халтурин. — М.: Детгиз, 1963. — 543 с.
  - Переиздание: М.: Дет. лит., 1969.
14. Садовников Д. Н. Из-за острова на стрежень : Волж. предания и песни / Предисл. и подгот. текста И.Халтурина. — М.: Детгиз, 1963. — 64 с.
15. Морозов Н. А. У таинственного порога: Для сред. и старш. школьного возраста / Подготовка и реакция текста И. И. Халтурина. Послесл. И. И. Халтурина. – М.: Дет. лит., 1966.

### Избранные публикации
1. Берман Л. В., Халтурин И. И. Ребятам о газете : Что делать с газетой школьнику и пионеру. — Л.: Ленингр. правда, 1927. — 32 с. [Библиотека «Ленинских искр»].
2. Привалова Е. П., Халтурин И. И. Что мне читать? : Указатель литературы для детей старшего возраста. — [Ленинград] : Прибой, 1928. — 180 с.
3. Халтурин И. И. Иван Андреевич Крылов (1769—1844) // Крылов И. А. Басни. — М.- Л.: Изд. и ф-ка дет. книги Детгиза, 1944. — С.3-13.
4. Детская литература: (Вторая половина XIX и начало XX вв.): Хрестоматия для пед. ин-тов / Сост.: А. И. Борщевская, И. И. Халтурин, Н. С. Шер. — М.: Учпедгиз, 1954. — 519 с.
5. Халтурин И. И. В. К. Арсеньев // Арсеньев В. К. Дерсу Узала. — Вологда: Обл.кн.ред., 1954. — С.5-12.
6. Халтурин И. И. Писатель-энциклопедист // Жизнь и творчество Б. С. Житкова. — М.: Детгиз, 1955. — С. 209—219.
7. Халтурин И. И. В. К. Арсеньев (1872—1930) // Арсеньев В. К. В дебрях Уссурийского края. — М.: Моск. рабочий, 1956. — С. 478—485.
8. Смирнова В. В., Халтурин И. И. Предисловие // Роскин А. И., Статьи о литературе и театре. Антоша Чехонте. — М.: Сов. писатель, 1959. — С.3-12.
9. Халтурин И. И. Сергей Тимофеевич Григорьев // Григорьев С. Т. Собрание сочинений : В 4 т. — Т.1. — М.: Детгиз, 1959. — С.5-26.
10. Халтурин И. И. Про эту книгу // Погорельский А. Чёрная курица, или Подземные жители. — М.: Детгиз, 1961. [Перепечатно: Погорельский А. Чёрная курица, или Подземные жители. — М.: Дет. лит. 1973. — С.89-93].
11. Халтурин И. И. Воспоминания // Жизнь и творчество А. П. Гайдара. — М.: Детгиз, 1964. — С. 236—249.
12. Халтурин И. И. Как Дерсу пришел к детям : Из записок редактора // Детская литература. — 1966. — № 2. — С.20-23.
13. Халтурин И. И. Об авторе этой книги // Ивантер Б. Выстрел : Повести и рассказы. — М.: Дет. лит., 1967. — С. 3-14.
14. Халтурин И. И. Как разгорелись «Ленинские искры» // Детская литература. — 1968. — № 4. — С. 30-31. [Перепечатано: Всегда готов! : Рассказы о ленингр. пионерах : Сборник / Сост. А. Л. Мойжес. — Л.: Лениздат, 1978. — С.49-51].
15. Халтурин И. И. О моем друге : [О Борисе Ивантере] // Детская литература. — 1969. — № 5.  [Перепечатано в кн.: «Пионер» без галстука: сборник статей и воспоминаний об истории журнала «Пионер» / составители И. Андрианова, А. Друянова, С. Макеев, М. Матвеева, Б. Минаев. – Санкт-Петербург: Дом детской книги, 2023. – С. 43–47.]